# Mk 33 3インチ砲
Mk.33 3インチ連装速射砲は、アメリカ海軍の艦砲システム。また日本製鋼所でのライセンス生産モデルは、海上自衛隊で68式50口径3in連装速射砲として制式化された。

## 来歴
第二次世界大戦後期のアメリカ海軍軍艦が搭載した対空兵器は、艦種にかかわらず、遠距離用として38口径12.7cm砲（方位盤はMk.37）、中距離用として56口径40mm機銃（方位盤はMk.51）、近距離での最終防御用として70口径20mm機銃（照準器はMk.14）の3種類に統一されており、部隊の縦深的な防空網が構築されていた。
しかし日本軍の航空攻撃は苛烈極まりないものであり、特に大戦末期の特別攻撃（特攻）やロケット特攻機（桜花）に対しては、この防空システムでも万全ではなかった。この問題への対策の一環として、近接信管を使用できる中口径速射砲で56口径40mm機銃を代替することになり、1944年末よりノーザン・ポンプ社によって開発が開始された。原型砲が完成したのは1945年9月となり、第二次世界大戦には間に合わなかったが、1948年に制式化され、各種艦艇の個艦防空手段として広く採用された。まずMk.27が実用化されたのち、改良型のMk.33が広く普及することになった。また単装型のMk.34もある。

## 設計
本砲システムは、新型のMk.22砲を連装砲架と組み合わせている。Mk.22砲は、先行するMk.21砲と同様の50口径76mm砲だが、自動装填装置の導入により発射速度を飛躍的に向上させた。なお砲身命数は2,050発であった。
本砲は垂直鎖栓式の尾栓を採用しているが、その尾栓機構後部、砲尾両側にはロータリー式の自動装填機構を有している。砲側の給弾手は、2名ずつが左右両側に配置されており、砲架の後部に設置された回転式弾倉から弾薬を取り出し、自動装填機構に給弾する。装填された弾薬は左右交互に、砲の中心線上にある運弾樋上に落とされ、薬室内に装填される。ただし給弾は人力であり、砲システム全体としては半自動砲となった。理論上の最大発射速度は毎分45発であったが、これを維持できるかは給弾手の技量と体力に依存していた。
連装のMk.33砲の運用には、合計で11名の砲員を必要とする。その内訳は、砲台長1名、砲操縦手2名、装填手4名、給弾手4名である。また、砲側照準射撃を行なう場合にはさらに照準手1名を必要とし、このうち、給弾手4名以外は砲架上に配置される。給弾手は甲板上に配置され、弾薬庫や揚弾筒から弾薬を取り出し、砲架の後部に設置された回転式弾倉に装填する。使用する砲弾は完全弾薬筒方式で、重量は約11キログラムであった。
砲架の旋回や砲の俯仰にはアンプリダインを採用した。元来は砲塔方式ではなく露天砲架方式であるが、砲および砲員を風浪より保護するために防盾を設置していることが多い。海上自衛隊においては、後部開放式と、全周密閉式の二種が使用された。

## 運用
アメリカ海軍や海上自衛隊、カナダ海軍など、各国で広く採用された。海上自衛隊では68式50口径3インチ連装速射砲として制式化され、ライセンス生産も行われた。また、みねぐも型護衛艦2番艦「なつぐも」からは、従来のアメリカ製に代わり国産のGFCS-1射撃管制装置の管制を受けるようになった。2019年に、Mk 33を搭載していたポルトガル海軍のジョアン・コーチニョ級コルベットが退役したことで、Mk 33/34はすべて退役した。

## 採用艦艇

### Mk 33
アメリカ海軍
- ディーレイ級護衛駆逐艦
- 嚮導駆逐艦「ノーフォーク」
- フォレスト・シャーマン級駆逐艦
- ファラガット級ミサイル駆逐艦
- リーヒ級ミサイル巡洋艦
- 原子力ミサイル巡洋艦「ベインブリッジ」
- ウースター級軽巡洋艦
- デモイン級重巡洋艦
- ベルナップ級ミサイル巡洋艦
- ブロンシュタイン級フリゲート
- オースティン級ドック型輸送揚陸艦
- クリーブランド級ドック型輸送揚陸艦
- テレボーン・パリッシュ級戦車揚陸艦
- デ・ソト・カウンティ級戦車揚陸艦
- ニューポート級戦車揚陸艦
- イオー・ジマ級強襲揚陸艦
- ブルー・リッジ級揚陸指揮艦
- スリバチ級給兵艦
- キラウエア級給兵艦
- リゲル級給糧艦
- マーズ級戦闘給糧艦
- ネオショ級給油艦

 ウルグアイ海軍
- 護衛駆逐艦「デ・ジュリオ（DE-3）」

 カナダ海軍
- トライバル級駆逐艦[注 2]
- 護衛駆逐艦「アルゴンキン」「クレセント」[注 2]
- 空母「ボナヴェンチャー」
- サン・ローラン級駆逐艦
- レスティゴーシュ級駆逐艦
- マッケンジー級駆逐艦
- アナポリス級駆逐艦

 海上自衛隊
- 護衛艦「わかば」
- あやなみ型護衛艦
- むらさめ護衛艦（初代）
- あきづき型護衛艦（初代）
- やまぐも型護衛艦
- みねぐも型護衛艦
- いすず型護衛艦
- ちくご型護衛艦
- ミサイル護衛艦「あまつかぜ」
- 機雷敷設艦「そうや」
- 掃海母艦「はやせ」
- 練習艦「かとり」
- みうら型輸送艦

 コロンビア海軍
- 護衛駆逐艦「ボヤカ（DE-16）」

 デンマーク海軍
- ファルスター級機雷敷設艦（デンマーク語版）

 ノルウェー海軍
- オスロ級フリゲート

 ポルトガル海軍
- アルミランテ・ペレイラ・ダ・シルヴァ級フリゲート
- ジョアン・コーチニョ級コルベット

 メキシコ海軍
- ブラヴォー級フリゲート

### Mk 34
アメリカ海軍
- ウースター級軽巡洋艦
- クロード・ジョーンズ級護衛駆逐艦
- アッシュヴィル級砲艇（英語版）

 インドネシア海軍
- サマディクン級フリゲート

 大韓民国海軍
- 白鴎型ミサイル艇（前期型のみ）

 スペイン海軍
- アウダス級駆逐艦[注 3]
- リニエルス級駆逐艦[注 3]

 ノルウェー海軍
- スレイプニル級コルベット

 海上自衛隊
- 護衛艦「あけぼの」
- いかづち型護衛艦